# Eilema dorsti
Eilema dorsti là một loài bướm đêm thuộc phân họ Arctiinae, họ Erebidae.